# John Ponsonby, 4. hrabě z Bessborough
John William Ponsonby, 4. hrabě z Bessborough (John William Ponsonby, 4th Earl of Bessborough, 5th Viscount Duncannon, 5th Baron Ponsonby, 4th Baron Ponsonby of Sysonby) (31. srpna 1781, Londýn, Anglie – 16. května 1847, Dublin, Irsko) byl britský státník ze šlechtického rodu Ponsonbyů. Od mládí byl dlouholetým poslancem Dolní sněmovny a předním řečníkem strany whigů. Několikrát byl členem vlády, například jako ministr vnitra (1834). Politickou kariéru završil jako místokrál v Irsku (1846-1847), v této funkci zemřel.

## Životopis
Pocházel ze šlechtického rodu Ponsonbyů, byl nejstarším synem 3. hraběte z Bessborough a jeho manželky Henrietty, rozené Spencerové, studoval v Harrow a v Oxfordu, v letech 1800-1803 podnikl kavalírskou cestu. V letech 1805-1806 a 1810-1834 byl členem Dolní sněmovny za stranu whigů. Členem vlády se stal jako lord komisař veřejných prací (1831-1834), od roku 1831 zasedal také v Tajné radě. Následně byl ministrem vnitra (1834) a lordem strážcem tajné pečeti (1835-1841). S titulem barona Duncannona byl v roce 1834 povolán do Sněmovny lordů, titul hraběte z Bessborough (platný pouze pro Irsko) zdědil po otci v roce 1844 (jako otcův dědic do té doby užíval jméno vikomt Duncannon). V letech 1846-1847 byl místokrálem v Irsku, kde byl vystaven značně nepřátelským náladám, ale díky své přátelské povaze, pracovitosti a znalosti irského prostředí dokázal získat přízeň. Zemřel v Dublinu ve funkci irského místokrále.

## Rodina a majetek

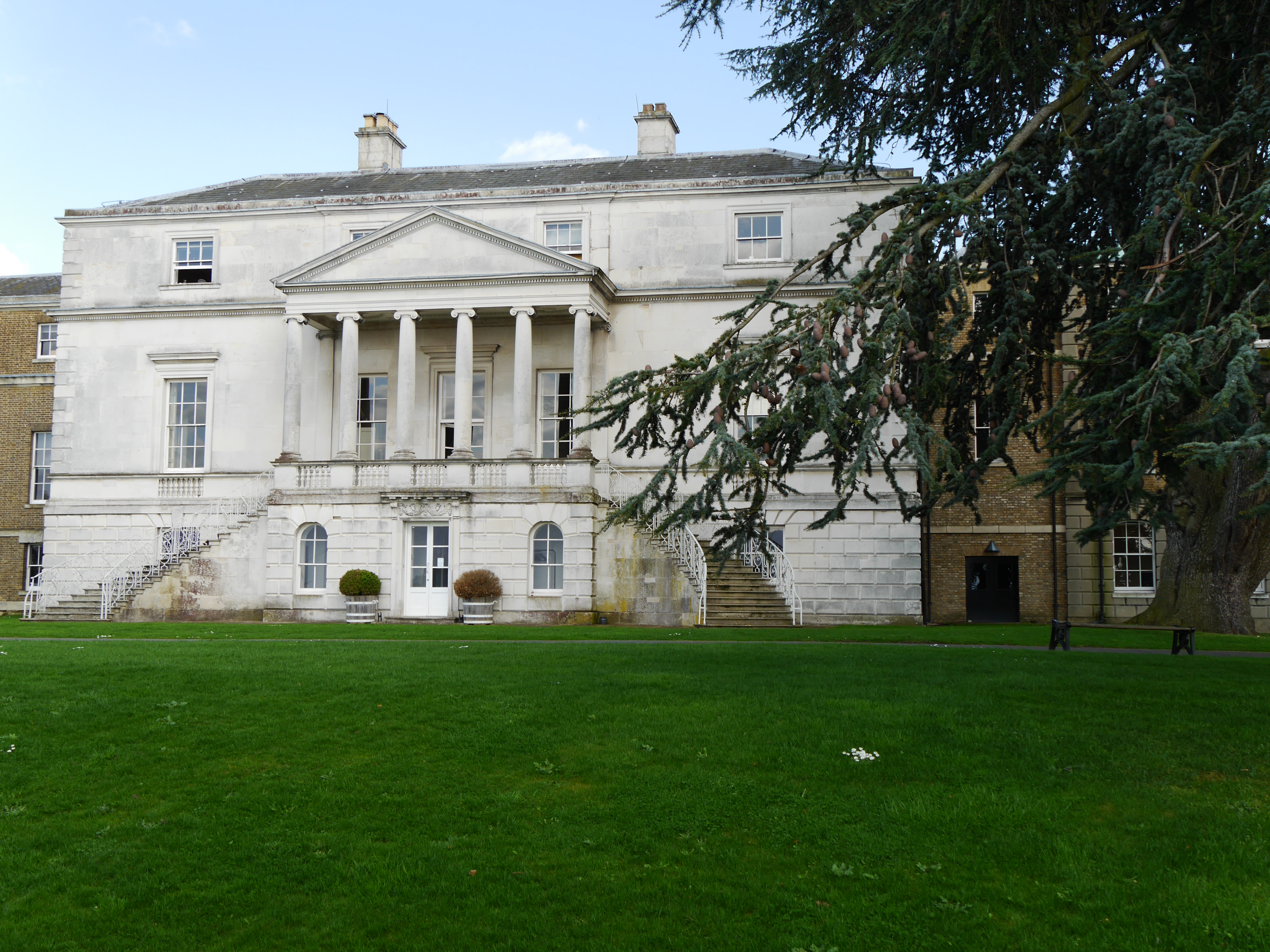
Palác Parkstead House v Londýně, sídlo rodu v 18. a 19. století

V roce 1805 se oženil s Mary Fane (1787-1834), dcerou 10. hraběte z Westmorlandu, který byl také irským místokrálem. Z jejich manželství pocházelo deset dětí, titul hraběte z Bessborough zdědili postupně tři synové John George (1809-1880), Frederick George (1815-1895) a Walter William (1821-1906). Z dalších synů vynikl Sir Spencer Ponsonby-Fane (1824-1915), který po matce přijal jméno Fane a dlouhodobě zastával funkce u dvora.
Po předcích vlastnil rozsáhlý majetek v Irsku s rodovým sídlem Bessborough House (hrabství Kilkenny), v Londýně byl jeho rezidencí Parkstead House.